# غراس (روستا)
 غراس  (در عربی:  الغِراس )
نام روستایی است در عزلهٔ (مخلاف العود)، در دهستان الغُربان از توابع استان 
عَدَن در کشور یمن در شبه جزیره عربستان. 

## جمعیت
جمعیت آن (۲۳۸ ) نفر (۱۹ خانوار) می‌باشد.